# Château de Roncourt
Pour les articles homonymes, voir Roncourt.
Le château de Roncourt est une maison de maître de la commune d'Hagnéville-et-Roncourt dans l'ouest du département des Vosges en Lorraine, dans la région administrative Grand Est.

## Situation
Le château de Roncourt se situe dans le hameau de Roncourt, une ancienne commune qui a fusionné avec Hagnéville en 1978, à proximité des villes thermales de Contrexéville (16 km) et Vittel (19 km).
Il est adossé à l'ouest à une colline culminant à 491 m accueillant le Bois des Roches.

## Histoire
Le "château de Roncourt ou plutôt maison de maître" date du XVIIIe siècle. La seigneurie appartient depuis 1583 à la famille Menu de Roncourt. Le premier représentant est Étienne Menu, anobli par le duc Charles III de Lorraine le 16 juillet 1583 et seigneur de Roncourt par donation du 25 septembre 1583 de René d'Anglure, seigneur de Lignéville, de Bourlémont et gouverneur de La Mothe. Cette donation est faite pour récompense des services rendus. La famille Menu prend le nom de Roncourt à partir de cette date et conserve la seigneurie jusqu'au milieu du XVIIIe siècle. Ses armoiries sont  : Porte d'azur, à la fasce d'argent, chargée de trois merlettes de sable, membrées de gueules, et accompagnée en chef d'une croix pommetée et fichée d'argent, et pour cimier un homme sauvage au naturel tenant une masse de sable.
Vers 1760 Nicolas Hennequin (1728-†1819), comte de Fresnel devient seigneur de Roncourt. Il est le fils de Nicolas-François Hennequin (1662-†1740), comte de Curel et de Fresnel (il fait construire l'hôtel des Loups à Nancy), et de Catherine-Élisabeth de Roncourt (1709-†1763), qui se sont mariés en 1727.
Nicolas Hennequin vend la seigneurie de Roncourt en 1784 au sieur de Stack (ou Stach), originaire d'Irlande, dont les descendants occupent le château aux XIXe et XXe siècles. Par mariage, le domaine passe à la famille de Fleury lorsque Françoise-Josèphe-Pauline de Stack, une des filles du sieur de Stack, épouse Joseph-Richard de Fleury (1761-†1839). Deux générations après le château passe à la famille de Bigot avec le mariage de Victoire-Marie-Thérèse-Amélie de Fleury (1831-†1922) et Louis de Bigot en 1864.
Le château est acheté par l'illustrateur et homme politique Yann Wehrling en 2006, à l'ancien propriétaire Yvan Bihr. L'édifice sert aujourd'hui de table d'hôtes certains soirs et depuis 2011 de chambres d'hôtes (comme le château de Failloux près d'Épinal).
Il ne fait actuellement l'objet d'aucune inscription ou classement au titre des monuments historiques.

## Description
De forme rectangulaire sur trois niveaux, les deux salons du premier étage et la bibliothèque ont presque conservé leur état d'origine. À droite du château, au nord-est, se trouvent les communs avec un colombier circulaire.
À l'extérieur, un parc de 2 hectares entoure le château. Les nouveaux propriétaires se sont attachés à conserver les différentes essences d'arbres qui y avaient été plantés (chêne, châtaignier, noyer...) et ont créé à ses côtés un verger, un potager, un jardin des aromatiques et une basse-cour (avec des poules, des oies, des canards et des cochons).
Au nord du domaine du château, le long de la route départementale 22, se situe le cimetière du hameau. On peut encore y voir les tombes de certains membres de la famille de Fleury, à qui a appartenu le château.

## Famille de Roncourt (1583-1763) et Hennequin (1763-1784)
Étienne Menu de Roncourt, anobli et seigneur de Roncourt en 1583, est le premier représentant de la famille.
- Étienne Menu de Roncourt (†1627)-  Il épouse Catherine Thouvenel 
  - René de Roncourt[7] (1592-†1665) -  Il épouse en 1616 Barbe Sarrazin 
    - Ferdinand de Roncourt (v.1616-†1645)
    - Henri-François de Roncourt (v.1616-†1681) -  Il épouse Anne Michelle De Landrian (†1688) 
      - Jean-Baptiste de Roncourt (1635-†1684)-  Il épouse Christine Joly (1635-†1661) 
        - Charles-François de Roncourt (1660-†1740) -  Il épouse Anne Leblanc (1670-†?) 
          - Catherine-Élisabeth de Roncourt (1709-†1763) qui épouse en 1727 Nicolas-François Hennequin de Fresnel (1662-†1740). Leur fils Nicolas Hennequin (1728-†1819) vend la seigneurie de Roncourt en 1784.

      - René De Roncourt (1664-†v.1696)

    - Jean Baptiste De Roncourt (v.1617-†1684)
    - Antoine De Roncourt (v.1622-†1695)

## Familles de Stack, de Fleury et de Bigot (1784-XXe siècle)
- Sieur de Stack achète la seigneurie en 1784
  - Françoise-Josèphe-Pauline de Stack[8],[9] épouse Joseph-Richard de Fleury[10] (1761-†1839)
    - Joseph-Nicolas-Gabriel de Fleury (1803-†1857 à Roncourt)
    - Victor-François de Fleury[9] (1804-†1882 à Roncourt) -  Il épouse Philippine de Finance (1807-†1862) 
      - Victoire-Marie-Thérèse-Amélie de Fleury (1831-†1922 à Roncourt) épouse en 1864 Louis de Bigot
        - Louis-Victor de Bigot (1865-†?) -  Il épouse en 1908 à Roncourt Aimable de Baruel (1863-†1939 à Roncourt), sans postérité 

      - Eugène de Fleury (1832-†1908) -  Il épouse en 1863 Anne de Bonsonge, sans postérité 

    - Augustine-Louise de Fleury (1804-†?)

## L’Église de l'Assomption-de-Notre-Dame

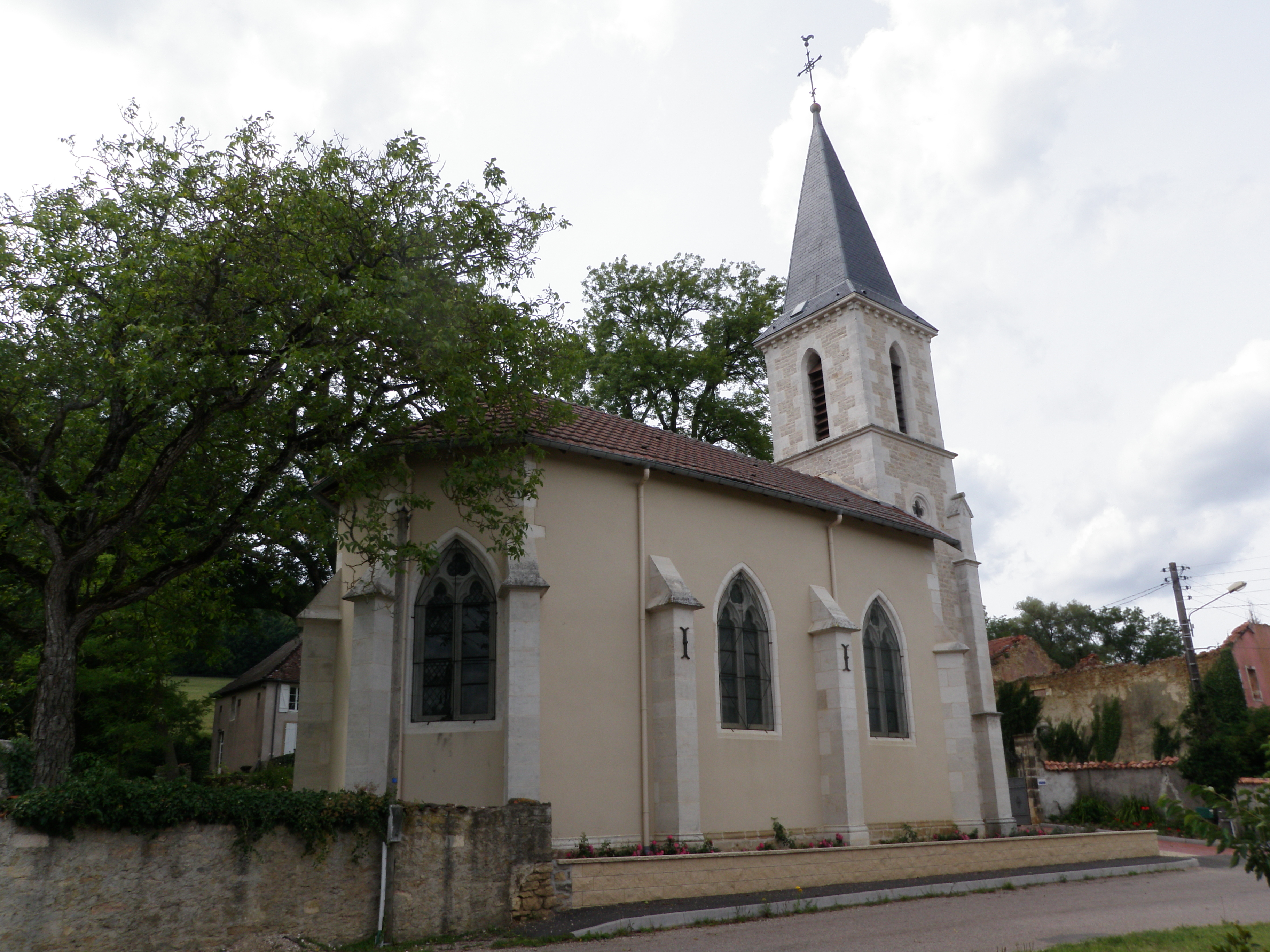
Église de l'Assomption-de-Notre-Dame de Roncourt

L'église de l'Assomption-de-Notre-Dame, est l'ancienne église paroissiale du village. Elle est construite en 1854 juste devant le château, à gauche du portail d'entrée. Les messes y sont encore célébrées le jour de l'Assomption.
On pénètre dans l'édifice par le clocher à flèche de charpente au nord, très commun dans la région. Viens ensuite la nef unique à deux travées, fermée au sud par le petit chœur. La sacristie est accolée à l'ouest de la deuxième travée de la nef.

### Autour de Neufchâteau
- Basilique du Bois-Chenu
- Château d'Autigny
- Château de Bazoilles
- Château de Beaufremont
- Chapelle de Bermont
- Château de Bourlémont
- Château du Châtelet
- Château de Landaville
- Château de Pompierre
- Château de Sandaucourt
- Église Saint-Martin de Pompierre
- Maison natale de Jeanne d'Arc
- Sanctuaire gallo-romain de Grand